# باشگاه فوتبال لچه
باشگاه فوتبال یو اس لچه (به ایتالیایی: U.S. Lecce) یک باشگاه فوتبال ایتالیایی در شهر لچه است که در سری آ  رقابت می‌کند. این باشگاه در تاریخ ۱۵ مارس ۱۹۰۸ تأسیس شده است.

## بازیکنان مشهور
میرکو ووچینیچ
خاویر چوانتون
آنتونیو کونته
خوان کوادرادو
لوئیس موریل
فابریتسیو میکولی
گراتزیانو پله
ماسیمو اودو
ولادیمیرو فالکونه
مارین پونگراچیچ
نیکولا سانسونه
فدریکو باشیروتو
ماسیمو کودا

## افتخارات
سری بی: ۱۰_۲۰۰۹ ، ۲۲_۲۰۲۱